# Pseudodolbina
Pseudodolbina là một chi bướm đêm thuộc họ Sphingidae.

## Các loài
- Pseudodolbina aequalis - Rothschild & Jordan 1903
- Pseudodolbina fo - (Walker 1856)
  - Pseudodolbina fo celator - Jordan, 1926